# Arsenyev
Arsenyev (tiếng Nga: Арсеньев) là một thành phố Nga. Thành phố này thuộc chủ thể Primorsky Krai. Thành phố có dân số 2.896 6người (theo điều tra dân số năm 2002). Đây là thành phố lớn thứ 260 của Nga theo dân số năm 2002. Dân số qua các thời kỳ: